# Hypena cholcerica
Hypena cholcerica är en fjärilsart som beskrevs av Karl Schawerda 1918. Hypena cholcerica ingår i släktet Hypena och familjen nattflyn. Inga underarter finns listade i Catalogue of Life.